# Gelis philpottii
Gelis philpottii là một loài tò vò trong họ Ichneumonidae.